# 桂山發電廠翡翠分廠
桂山發電廠翡翠分廠又稱為翡翠發電廠，是一座位在臺灣新北市石碇區翡翠水庫之下的水力發電廠，廠內所裝設的發電機組是臺灣北部地區單一機組裝置容量最大的發電機組。該發電廠由臺北市政府旗下之臺北翡翠水庫管理局擁有產權，並委託台灣電力公司進行廠區的營運與管理，台電公司則將發電廠歸屬在桂山發電廠旗下，全名為台灣電力股份有限公司桂山發電廠翡翠分廠。

## 沿革

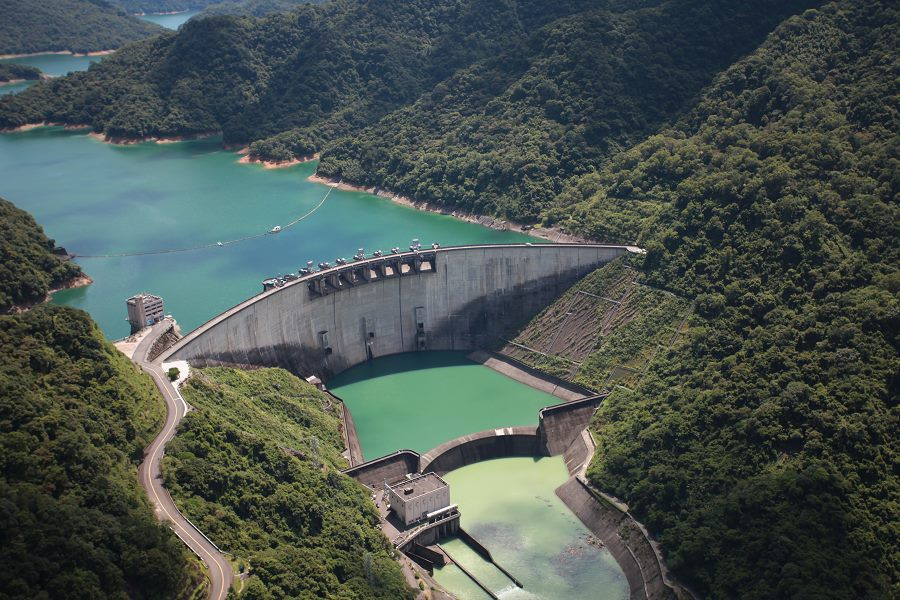
翡翠水庫壩體，下方之建築即為桂山發電廠翡翠分廠

翡翠分廠最早是臺北區自來水第四期建設計畫中之水源工程中計畫興建一座大型水庫並附設一座裝置容量70MW的水力發電廠。1971年，包含發電廠在內等水庫設施開始規劃，1972年完成初步研究報告，1974年完成可行性評估報告，1978年完成定案研究報告，並由臺北市政府成立的臺北翡翠水庫建設委員會負責計畫。
1979年8月，翡翠水庫與其附屬之翡翠發電廠正式動工，工程部分，由台灣電力公司辦理，中興工程顧問社負責監工部分，榮民事業工程處（現榮民工程公司）負責施工。翡翠發電廠設置於翡翠水庫副壩之下，透過翡翠水庫主壩的發電進水口進行引水，再經由壓力鋼管導流至半地下廠房式發電廠中，廠內預計裝設一部裝置容量70MW的豎軸法蘭西斯水輪發電機組，轉速200PRM，發出電力電壓13.8KV。發電後尾水直接排入北勢溪中，供下游的直潭堰、青潭堰節流河水用作自來水供應。
1986年，即將完工的翡翠水庫與發電廠由臺北翡翠水庫建設委員會委託台電公司進行發電廠及大壩上閘門等機械的運轉與維護。1987年6月翡翠水庫與發電廠整體工程正式完工，並開始蓄水。翡翠發電廠也由受託的台電公司歸入到桂山發電廠進行管理，並改名為翡翠分廠，廠區採無人駐廠，由位在下游約2公里的桂山發電廠廠本部進行遠端遙控機組啟停。
2002年，原以託管方式供台電公司營運的翡翠分廠改為承攬制，繼續由台電公司營運。

## 設備

### 機組
| 名稱   | 發電機型號                            | 水輪機型號                                               | 機組數量 | 發電方式 | 有效落差（公尺） | 單一機組用水量（CMS） | 容量（MW） | 位置               | 商轉日期      | 狀態   |
| ------ | ------------------------------------- | -------------------------------------------------------- | -------- | -------- | ---------------- | --------------------- | ---------- | ------------------ | ------------- | ------ |
| 一號機 | 奥地利ELIN公司製SSV型交流式同步發電機 | 奥地利VOEST-ALPINE公司製 · WEF-300型豎軸法蘭西斯式水輪機 | 1        | 水庫式   | 58～111.35公尺   | 102                   | 70MW       | 新北市石碇區北勢溪 | 1986年8月28日 | 運轉中 |

### 設施
- 發電廠房：地面式
- 發電取水口： 固定輪閘門、門孔寬4.2公尺、高7.4公尺[6]
- 設計取水量：102立方公尺/秒[6]
- 水輪機：豎軸，法蘭西斯式，額定轉速200RPM，出力82,800kW
- 發電機：3相，額定電壓13.8kV，額定電流3,254A，額定容量70,000kW，頻率60Hz，額定轉速200RPM
- 主變壓器：3相，90MVA，13.2kV/69kV

## 資料來源
1. 1 2 3  . 淡江大學水資源管理與政策研究中心.   [2016-02-08]. （原始内容存档于2017-01-14） （中文（臺灣））.
2. 1 2  . 痞客邦.   [2016-02-08]. （原始内容存档于2016-08-17） （中文（臺灣））.
3. ↑  . 臺北翡翠水庫管理局.   [2016-02-08]. （原始内容存档于2016-03-13） （中文（臺灣））.
4. ↑  陳秋種、符哲武、鄭龍壕.  (PDF). 臺北翡翠水庫管理局. 2014-09-05  [2016-02-08]. （原始内容存档 (PDF)于2016-03-04） （中文（臺灣））.
5. 1 2 3 4 5 6 7   (PDF). 台灣電力股份有限公司.   [2016-02-08]. （原始内容存档 (PDF)于2017-05-16） （中文（臺灣））.
6. 1 2 3  . 行政院公共工程委員會水電民生館.   [2016-02-08] （中文（臺灣））.[永久]